# Epicauta funesta
Epicauta funesta là một loài bọ cánh cứng trong họ Meloidae. Loài này được Chevrolat miêu tả khoa học năm 1834.